# محمد لعل مكي

محمّد لعل مكّي وهو محمد لعل مكي الباكستاني بن ميراجان بن باز محمّد بن الحاجّ داد الله مِن علماء باكستان ومن أبرز الخُطباء والعُلماء والمحدثين في العصر الحديث بـ مديرية جمن في باكستان، وهو صاحب بلاغة وفصاحة، وهو أيضًا أبو فضل الرّحمٰن فيضون الشّهير بكُتُبه في بلاد خُراسان.

## رحلاته وحياته العلمية
ارتحل الشّيخ المكّي إلىٰ بشاور، وتعلم فيها في مدارس مختلفة ثمانية عشرة سَنة أعظمها جامعة جارسده الّتي أسّسها شيخه مولانا حسن جان شهيد.
وكان الشّيخ المكّي قد إعتمّ فيها، وحصل على الشّهادة العالمِيّة شهادة تقدير وتفوُق، وبعد ذلك قد تزوّج، وولد له في هذا الحين فضل الرحمٰن فيضون ومحمّد حسن، ثم من بعد قد ارتحل مع أُسرته إلى السّعودية، ودخل في جامعة أُمّ القُرىٰ، وعاش فيها مع الأُسرة عشرة سنين حتّىٰ فرغ في الجامعة وحصل علىٰ شهادتها العلمية أيضًا، وحصل فيها أيضًا علىٰ شهادة التّخصُص في الحديث وأصوله.
وكان خلال هذه السّنوات قد لقي كبار أهل العلم في السّعودية كـ الشّيخ ابن باز في مكّة المكرّمة، والشّيخ سفر الحوالي في الجامعة نفسها، وأبو بكر الجزائري في المسجد النّبوي وغيره مِن الكبار، وقد حصل بعض الوظائف في المكّة وقد نال هُناك بها شهرة أنيقة.
ثم من بعد ارتحل إلىٰ كابول عاصمة أفغانستان وعاش فيها أسبوعين، ثم إلىٰ قندهار وعاش فيها شهرين، ثم إلىٰ كويتا بـ باكستان وعاش فيها سنتين، وأخيرًا إلىٰ جمن وسكن فيها حتّى الآن.

## ثمرته العلمية
وخلال مرور عمره البهيج قد ربىٰ أكثر مِن ألف تلميذ طول حياته، وكان يحبّ الحديث النّبوي؛ فقد درس مشكاة المصابيح في الحديث أكثر مِن عشرة مرات، وكتب خلال حياته كتابًا داعيًا المسمّىٰ بـ (زاد الدّاعي)، وقد قرظ عليه شيخه حسن جان شهيد، وأثنىٰ عليه ثناءًا بالغًا، وهو الآن مخطوط في بيته، ولم كان في رحلة طلبه للعلم في بشاور قد أملىٰ علىٰ شيخه حسن جان في درسه للبُخاري، وجاء بحمد الله إملاءً جامِعًا لصحيح البُخاري، وهو أيضًا مخطوط في مجلد لطيف.
ومع هذا فقد تولّى الخِطابة أيّام الجُمعة في الجامعة الإسلامية علامه تاون لمدّة حولين، وإنّه لا يزال الآن يخطب بدعوة أهل المحافل السّنوية الّتي تقوم في الجامعات والمدارس الإسلامية الباكستانية، كما أنه دُعي للخطابة والدّعوة العامّة باسم (الجسد الواحد) بـ رابطة العالَم الإسلامي في مكّة المكرّمة.
ويتّضِح شرافة عِلمه من أبنائه وبناته حيث حفظ ابنتيه القرآن الكريم في صِغرهما.
وهذا افتخار أن يحفظ المرأة كتاب الله العزيز ! .
وأنّ أبنائه لايزالون بتأليف الكتب الإسلامية الرّائعة، وبعض الخدمات الدِّينية حتّى أنّ ابنه الفيضون قد ألّف أربعين كُتُب ما بين مجلدات ورسالة.
وأنّ ابنه الآخَر المسمّى بـ حبيب الرّحمن المدني قد ألّف شرحًا ممتّعًا للكتاب الشهير الهداية للمرغيناني في الفقه الحنفي، وشرحه يُسمّى بـ (فتح الهداية شرح الهداية)، وقد شرح أيضًا للكتاب المدرسي في بعض مدارس باكستان وأفغانستان منية المصلي، ويُسمّى بـ (فتح المصلّي شرح منية المصلّي).

## نبذة عن كلامه وكلماته العلمية
يتّضِح ثمرة علم الشيخ محمّد لعل مكّي عن كلامه الرّائع في مواضع من كتابه (زاد الدّاعي) حيث قال:
وانّه لمن المؤسف أن یکتفی المسلمون من القرآن بألفاظ یردّدونها، وأنغام یألمنونها في المآتم والمقابر وعند الاحتفالات الرّسمیة، ثم لایکون للقرآن نصیب منهم الا الطّرب بالسّماع، أوتبرك بالتلّاوة، وهذا ماعناه الرّسول صلّی الله علیه وسلّم بقوله: (یتخذون القرآن مزامیر)، ونسي المُسلمون أوتناسوا أن برکة القرآن العظیم انما هي في تدبُّره وتفهمه، وفي الاهتداء بهدیه، والاستفادة مِن تعالیمه وتوجیهاته.
ثم الوقوف عند أوامره، والبُعد عن مساخطه ونواهیه. والله تعالی یقول: (کِتَابٌ أنزلنَاهُ إلیك مُبارکًا لیدّبّرُوا آیَاته ولیتَذَکَّر أولُوا الألباب).
والآیات فی هذا الباب کثیرة، وبما ذکرت الکفایة؛ فما أشبه المسلمون الیوم بالرّجُل العطشان یموت مِن الظمأ والماء بین یدیه، أو بالحیوان، یهلك من الجوع والعطش والزاد والماء علی ظهره، وأجمل قول القائل: کالعیش في البیداء یقتلها الظّمأ... والماء فوق ظهرها محمول.
ولقدصدق رسول الله صلی الله علیه وسلّم حین قال: (لقد ترکتُ فیکم أمرین لن تضلوا ما تمسکتم بهما بعدي أبدًا کتاب الله وسنّتي) الحدیث رواه أصحاب السنن.
وقال في موضع آخَر منه:
وتحقیق ذلك کان صلّی الله علیه وسلّم دائم الاتصال بالنّاس یوضح لهم ما تضمنته آیات القرآن الکریم آمرًا بإتباع قواعدالإسلام، ناهیا عن الاقتراب ما نهی الله عنه محذرا مِن الوقوع في مخالفته، مبشرا بالجَنّة، مخوفا بالنّار.
وإذا کان القرآن الکریم قد أمر فیما أمر به بالصّلاة والزّکاة والصّوم والحجّ وغیرذلك؛ فإنّه أشار إلی ذلك اجمالا، وکان علی النبی صلّی الله علیه وسلّم بعد أنْ أمر القُرآن بالصّلاة مثلا أنْ یوضح للنّاس عدد فرائضها، وکیفیة أدائها، ومُبطلاتها، وأوقاتها، وغیرذلك مِن أحکام تتعلّق بها.
وما یقال عن الصّلاة یقال عن غیرها مِن الزّکاة وصوم وغیر ذلك.